# Mneme (musa)
Mneme (grekiska: minne) var en av de tre ursprungliga muserna i antikens grekiska mytologi, från regionen Boiotien. Hon sades vara dotter till Uranos och Gaia samt syster till sångens gudinna Aoide och övningens gudinna Melete, före systemet med nio muser uppstod.
Efter henne är också himlakroppen Mneme uppkallad, en av planeten Jupiters månar.